# Sakari Oramo
Sakari Markus Oramo OBE (Helsinki, 26 de outubro de 1965) é um maestro finlandês.

## Biografia
Oramo começou sua carreira como violinista e spalla da Orquestra Sinfônica da Rádio Finlandesa. Em 1989, matriculou-se no curso de regência de Jorma Panula na Academia Sibelius. Em 1993, apenas um ano após a conclusão do curso, conduziu a Orquestra Sinfônica da Rádio Finlandesa em substituição ao regente da ocasião, que se encontrava enfermo. O sucesso desta empreitada levou à sua nomeação como corregente da Orquestra. Oramo também trabalhou com o conjunto finlandês Avanti!. Desde 2003, Oramo tem sido o Maestro Residente da Orquestra Sinfônica da Rádio Finlandesa. Em setembro de 2010, a Orquestra anunciou que o contrato dele se prolongaria até maio de 2012.
Em setembro de 1996, Oramo tornou-se o Maestro Residente da Orquestra Sinfônica da Cidade de Birmingham, tendo conduzido apenas dois concertos antes do anunciamento. Assumiu o posto em 1998 e em 1999 foi elevado ao cargo de Diretor Musical. Em 2008, deixou o cargo de diretor musical e tornou-se o regente convidado principal na temporada de 2008/9.
Em setembro de 2008, Oramo tornou-se regente chefe e diretor artístico adjunto da Orquestra Filarmônica Real de Estocolmo. Seu contrato inicial com a orquestra foi de três anos. Com a Orquestra já gravou as sinfonias de Robert Schumann.
Oramo é casado com a soprano finlandesa Anu Komsi e o casal tem dois filhos: Taavi e Leevi. Em maio de 2009, Oramo tornou-se Oficial da Ordem do Império Britânico, pelos seus trabalhos musicais em Birmingham.